# 19 Tauri
Désignations
Taygète (19 Tauri dans la désignation de Flamsteed) est une étoile binaire dans la constellation du Taureau et un membre de l'amas des Pléiades. Sa magnitude apparente est de +4,30 et elle est située à environ 440 années-lumière de la Terre.
Taygète est une binaire spectroscopique dont les magnitudes respectives des étoiles qui la composent sont de +4,6 et de +6,1. Elles sont séparées de 0,012 seconde d'arc et effectuent une orbite en 1 313 jours. L'étoile visible est une sous-géante bleue-blanche type spectral B6IV.
Elles possèdent deux compagnes optiques, désignées Taygète B et C, situées en date de 2011 à 71,7 et 52,7 secondes d'arc respectivement.